# Major League Rugby 2020
La Major League Rugby 2020 fue la tercera edición del torneo profesional estadounidense de rugby.
A diferencia de la edición del año anterior, en esta temporada se incorporan tres nuevos participantes New England Free Jacks, Old Glory DC y Rugby ATL, además por primera vez en la historia de la competición los equipos se dividirán en conferencias
El 12 de marzo, la competición fue suspendida por 30 días debido a la pandemia de COVID-19.
Finalmente el 19 de marzo, la liga fue cancelada definitivamente debido a la pandemia de COVID-19.

## Conferencias

### Conferencia Oeste
| Franquicia        | Ciudad     | Estado/País | Estadio                         | Capacidad |
| ----------------- | ---------- | ----------- | ------------------------------- | --------- |
| Austin Gilgronis  | Round Rock | Texas       | Round Rock Multipurpose Complex | 3,500     |
| Colorado Raptors  | Glendale   | Colorado    | Infinity Park                   | 5,000     |
| Houston SaberCats | Houston    | Texas       | Aveva Stadium                   | 4,000     |
| San Diego Legion  | San Diego  | California  | Torero Stadium                  | 6,000     |
| Seattle Seawolves | Tukwila    | Washington  | Starfire Sports                 | 4,500     |
| Utah Warriors     | Herriman   | Utah        | Zions Bank Stadium              | 5,000     |

### Conferencia Este
| Franquicia             | Ciudad           | Estado/País   | Estadio                      | Capacidad   |
| ---------------------- | ---------------- | ------------- | ---------------------------- | ----------- |
| New England Free Jacks | Weymouth         | Massachusetts | Union Point Sports Complex   | 2,000       |
| New Orleans Gold       | Marrero          | Luisiana      | Eagle Athletic Facility      | 3,000       |
| Old Glory DC           | Washington D. C. |               | Cardinal Stadium             | 3,500       |
| Rugby ATL              | Marietta         | Georgia       | Lupo Family Field            | 2,500       |
| Rugby United New York  | Brooklyn         | Nueva York    | MCU Park                     | 7,000       |
| Toronto Arrows         | Toronto          | Canadá        | Alumni Field Lamport Stadium | 2,500 9,600 |

## Posiciones

### Conferencia Oeste
Actualizado a últimos partidos disputados el 8 de marzo de 2020 (5.ª Jornada).
| Pos. | Equipo            | Encuentros | Encuentros | Encuentros | Encuentros | Tantos  | Tantos    | Tantos     | Puntos Bonus | Puntos Totales |
| Pos. | Equipo            | jugados    | ganados    | empatados  | perdidos   | a favor | en contra | diferencia | Puntos Bonus | Puntos Totales |
| ---- | ----------------- | ---------- | ---------- | ---------- | ---------- | ------- | --------- | ---------- | ------------ | -------------- |
| 1    | San Diego Legion  | 5          | 5          | 0          | 0          | 161     | 108       | +53        | 3            | 23             |
| 2    | Utah Warriors     | 5          | 2          | 1          | 2          | 125     | 134       | -9         | 2            | 12             |
| 3    | Colorado Raptors  | 5          | 2          | 0          | 3          | 98      | 130       | -32        | 1            | 9              |
| 4    | Seattle Seawolves | 5          | 1          | 0          | 4          | 138     | 162       | -24        | 4            | 8              |
| 5    | Austin Gilgronis  | 5          | 1          | 1          | 3          | 104     | 155       | -51        | 1            | 7              |
| 6    | Houston SaberCats | 5          | 1          | 0          | 4          | 99      | 116       | -17        | 2            | 6              |

Nota: Se otorgan 4 puntos al equipo que gane un partido, 2 al que empate y 0 al que pierda
Puntos Bonus: 1 punto por convertir 4 tries o más en un partido y 1 al equipo que pierda por no más de 7 tantos de diferencia

### Conferencia Este
| Pos. | Equipo                 | Encuentros | Encuentros | Encuentros | Encuentros | Tantos  | Tantos    | Tantos     | Puntos Bonus | Puntos Totales |
| Pos. | Equipo                 | jugados    | ganados    | empatados  | perdidos   | a favor | en contra | diferencia | Puntos Bonus | Puntos Totales |
| ---- | ---------------------- | ---------- | ---------- | ---------- | ---------- | ------- | --------- | ---------- | ------------ | -------------- |
| 1    | Toronto Arrows         | 5          | 4          | 0          | 1          | 151     | 89        | +62        | 3            | 19             |
| 2    | Old Glory DC           | 5          | 4          | 0          | 1          | 122     | 129       | -7         | 1            | 17             |
| 3    | New Orleans Gold       | 5          | 3          | 0          | 2          | 135     | 102       | +33        | 4            | 16             |
| 4    | Rugby United New York  | 5          | 3          | 0          | 2          | 136     | 131       | +5         | 3            | 15             |
| 5    | Rugby ATL              | 5          | 2          | 0          | 3          | 116     | 119       | +6         | 4            | 12             |
| 6    | New England Free Jacks | 5          | 1          | 0          | 4          | 139     | 158       | -19        | 5            | 9              |